# Hai Cũ
Hai Cũ (một số nguồn thường gọi nhầm là Ông Hai Cũ) là bộ phim điện ảnh của Việt Nam do Lam Sơn đạo diễn. Truyện phim do Trần Bạch Đằng (với bút danh Nguyễn Trương Thiên Sơn) chuyển thể từ tiểu thuyết Chân dung một quản đốc do ông sáng tác (với bút danh Nguyễn Hiếu Trường).

## Nội dung
Năm 1945, chàng học sinh tên Thắng giáp mặt với tên cướp Hai Cũ khét tiếng trên một chuyến tàu. Khi nghe thấy tiếng truy hô của lính Phát xít Nhật, Thắng dùng đòn gánh định đánh chặn Hai Cũ nhưng bị một người bán mít ngăn lại. Anh chàng tình vô tình chở thành người giúp Hai Cũ trốn thoát và biết được tên cướp này chỉ lấy của người giàu chi lại cho người nghèo. Một lần, Hai Cũ tình cờ đến cướp nhà Hương hào Ngọ thì phát hiện đây là bác của Thắng, Hai Cũ trả lại đồ và bỏ đi. Hai người sau này có thêm thời gian trò chuyện truyện và thân thiết hơn khi họ có chung tư tưởng cứu nước.
Khi chính quyền Cách Mạng giành được độc lập, là một tướng cướp nên Hai Cũ bị bắt giam, ông viết thư tay gửi cho Hồ Chí Minh để xin cho anh em dưới trướng được sống. Ông sau đó được chính quyền chiêu mộ chỉ huy một đại đội ở địa phương khi Pháp trở lại Việt Nam nhưng không chấp nhận gia nhập Đảng Cộng Sản. Thắng lúc này đã là một sĩ quan, được về đại đội hỗ trợ Hai Cũ.
Trong thời gian sau đó, Hai Cũ đã phải tử hình đàn em của mình là Tám Kỷ vì tên này vẫn còn tư tưởng cướp bóc, vô kỷ luật và gây tội ác với người dân. Trong đợt tuyển nhân sự của đại đội, một nội gián của Pháp là Yến đã được cài vào, gây chia rẽ hai sĩ quan là Hứng và Thạnh, sau nhiều lần được Út Giáng góp ý, Hai Cũ mới nhận ra nhưng toàn bộ hồ sơ của đại đội đã bị Yến lấy mất. Trong một trận phục kích, đại đội của Hai Cũ bị rơi vào một cái bẫy đã được quân Pháp giăng sẵn và thương vong nặng nề, trong đó có Hứng. Kết phim, Hai Cũ thực hiện di nguyện Hứng là trở thành Đảng viên.

## Diễn viên
- Lý Huỳnh trong vai Hai Cũ
- Đơn Dương trong vai Thắng
- Lý Hùng trong vai Thắng lúc nhỏ
- Nguyễn Văn Đây trong vai Hứng
- Thương Tín trong vai Tám Kỷ
- Phương Thanh trong vai Yến
- Thùy Liên trong vai Vợ Hai Cũ
- Nguyễn Hữu Hậu trong vai Phẫm
- Họa sĩ Lê Chánh trong vai Út Giáng
- Nguyễn Đình Thơ trong vai Y sĩ Thạnh
- Duy Phương trong vai Thầy đội /  Mã tá Lộ
- Bảo Quốc trong vai Hương hào Ngọ
- Mai Lan trong vai Vợ Hương hào Ngọ
- Khương Mễ trong vai Bí thư Huyện ủy
- Hồ Kiểng trong vai Sĩ quan Nhật
- Kim Hồng trong vai Bà bán mít
- Mạc Can trong vai Bảo vệ Tám Kỷ

## Sản xuất
Tiểu thuyết Chân dung một quản đốc do Trần Bạch Đằng sáng tác bút danh Nguyễn Hiếu Trường từ năm 1978. Kịch bản phim cũng do ông chuyển thể với bút danh Nguyễn Trương Thiên Sơn.

## Giải thưởng
| Năm  | Giải thưởng                       | Hạng mục         | Kết quả       | Chú thích |
| ---- | --------------------------------- | ---------------- | ------------- | --------- |
| 1988 | Liên hoan phim Việt Nam lần thứ 8 | Phim truyện nhựa | Giải đặc biệt | [ 5 ]     |